# Inez Weski
Inez Natali Weski (Rotterdam, 10 februari 1955) is een Nederlands strafpleiter.

## Biografie
Inez Weski groeide op als jongste van een groot gezin. Met haar familie woonde ze in de jaren 1960 een paar jaar in Israël. Ze studeerde rechten in Rotterdam. In 1978 werd zij als advocaat beëdigd en sinds dat jaar werkte ze voor het in 1976 door haar zus Miriam Weski opgerichte advocatenkantoor 'Weski Heinrici Advocaten' in Rotterdam, waar ze zich vanaf het begin toelegde op strafzaken. Sindsdien is ze gaan behoren tot de kring van bekende strafrechtadvocaten. Regelmatig was ze aanwezig in de media om haar opinie te geven over zaken rond het strafrecht en door haar ervaren misstanden bij het Openbaar Ministerie en de politie.
Ze wordt door zichzelf en anderen omschreven als een 'workaholic' en een 'controlfreak'. Ze noemde zichzelf in een interview in 2007 achterdochtig en meent dat dit een noodzakelijke eigenschap is in haar beroep. Op 14 januari 2012 werd Weski door de JOVD uitgeroepen tot Liberaal van het Jaar 2011. Ze kreeg de prijs voor haar 'broodnodige strijd tegen het verval van de rechtsstaat'.
Hoewel haar AOW-leeftijd werd bereikt op 10 juni 2021, werkte ze door als advocaat. Op 11 april 2023 verkocht ze haar kantoor Weski Advocaten aan haar zoon.

## Bekende zaken
Bekende zaken waarbij Weski als advocaat van de verdachte optrad:
- Vanaf 2006 was ze advocaat van de omstreden Surinaamse ex-president Desi Bouterse. In opdracht van Bouterse diende zij in september 2012 een verzoek in bij de Hoge Raad om het vonnis uit 1999, waarin Bouterse veroordeeld werd wegens cocaïnesmokkel, te herzien.
- De voor illegale wapenhandel en medeplichtigheid aan oorlogsmisdrijven veroordeelde zakenman Guus Kouwenhoven.[5]
- De elf jaar voortvluchtige, in Italië veroordeelde, Nederlandse wapenhandelaar (militair veteraan) Theodor Cranendonk, die dertig bazooka's had verkocht aan de 'ndrangheta. In 2010 opgepakt in Rotterdam, waar hij zich had 'verstopt' in de Weenatoren.[6]
- De hoofdverdachte in het Marengo-proces Ridouan Taghi.[7]

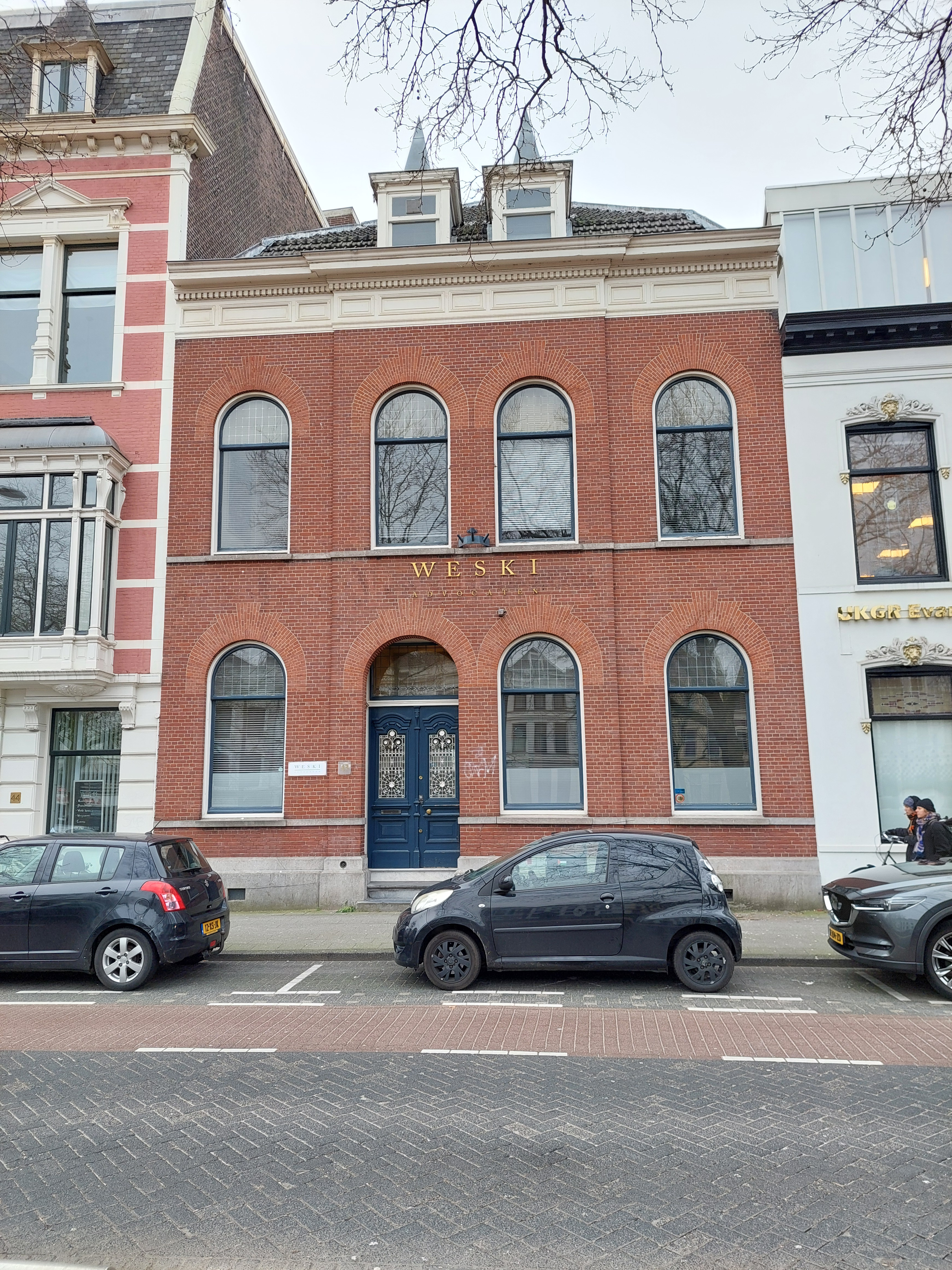
Het kantoor van Weski in Rotterdam, foto 2024

### Verdenking
Op 21 april 2023 werd Weski gearresteerd, omdat ze verdacht werd van het ongeoorloofd doorspelen van berichten van buitenstaanders naar en van Ridouan Taghi, die zij toen al jaren als raadsvrouw bijstond in het Marengo-proces. Enkele dagen later legde zij de verdediging van Ridouan Taghi neer. De verdenking tegen Weski was gebaseerd op berichtenverkeer dat sinds de arrestatie van haar cliënt Taghi in 2019 in Dubai werd verstuurd via SkyECC, een versleutelde berichtenapp. Haar voorlopige hechtenis werd op 4 mei met dertig dagen verlengd. Daarop werd ze - bij wege van standaardmaatregel - door de Raad van Discipline voorlopig geschorst als advocaat zolang het strafrechtelijk onderzoek zou lopen. Op 12 mei kwam de mededeling vanuit het Openbaar Ministerie dat Weski niet langer meer in beperkingen zat tijdens de voorlopige hechtenis. Op 1 juni werd de voorlopige hechtenis opgeheven. In februari 2024 bleek dat het OM Weski wil vervolgen voor deelname aan een criminele organisatie. Op 19 april 2024 publiceerde Weski haar persoonlijke verhaal in een boek, waarin zij verslag deed van haar als traumatisch ervaren tijd in detentie in beperkingen op een onbekende ondergrondse plaats. De voorzitter van het College van procureurs-generaal, die het boek niet had gelezen, vergeleek haar relaas met dat van een kat in het nauw die rare sprongen maakt. De eerste voorbereidende zitting in de rechtszaak tegen Weski vond plaats op 14 januari 2025.

## Overige activiteiten van Weski
- Van 2011 tot 2016 trad ze op als juryvoorzitter van het televisieprogramma Groot Dictee der Nederlandse Taal.

### Bestseller 60
| Boeken met noteringen in de Nederlandse Bestseller 60 | Jaar van verschijnen | Datum van binnenkomst | Hoogste positie | Aantal weken | Opmerkingen |
| ----------------------------------------------------- | -------------------- | --------------------- | --------------- | ------------ | ----------- |
| Het geluid van de stilte                              | 2024                 | 24-04-2024            | 1(3wk)          | 10           | [ 19 ]      |

- International Standard Name Identifier: 0000 0004 2309 8776
- Nederlandse Thesaurus van Auteursnamen: 355247860
- Virtual International Authority File: 305805733
- WorldCat: E39PBJyCCgWf8RHxrGv3KqMtrq